# Ii Naomasa
En aquest nom japonès, el cognom és Ii.
Ii Naomasa (井伊直政, 4 de març 1561 - 24 de març de 1602) va ser un samurai (i posteriorment dàimio) del període Sengoku del dàimio (i posteriorment shogun) Tokugawa Ieyasu. La seva família originalment havien estat vassalls del clan Imagawa, però després de la mort del líder, Imagawa Yoshimoto, durant la batalla d'Okehazama, Naomasa va tenir la sort d'escapar enmig de la confusió és encara molt petit. Naomasa es va unir al clan Tokugawa a mitjans de la dècada de 1570, on va ser pujant posicions fins a convertir-se en dàimio de la província d'Omi després de la batalla de Sekigahara de 1600.
La mort prematura de Naomasa el 1602 ha estat adjudicada constantment a la ferida que va rebre en Sekigahara. Els seus fills Naotsugu i Naotaka el van succeir en el lideratge i servei al clan Tokugawa.